# Защита памяти
Защита памяти (англ. Memory protection) — способ управления правами доступа к отдельным регионам памяти. Используется большинством многозадачных операционных систем. Основной целью защиты памяти является запрет доступа процессу к той памяти, которая не выделена для этого процесса. Такие запреты повышают надёжность работы как программ, так и операционных систем, так как ошибка в одной программе не может повлиять непосредственно на память других приложений. Следует различать общий принцип защиты памяти и технологии ASLR или NX-бит.
Альтернативное определение: защита памяти — избирательная способность предохранять выполняемую задачу от записи или чтения памяти предназначенной другой программе.

## Методы
Чаще всего реализуется в рамках виртуальной адресации памяти.

### Сегментирование памяти
Сегментирование памяти означает разбиение компьютерной памяти на фрагменты переменной длины, называемые сегментами (см Сегментная адресация памяти).
В архитектуре x86 есть несколько режимов сегментации, которые могут использоваться для защиты памяти. В процессорах архитектуры x86, существуют глобальная дескрипторная таблица и локальная дескрипторная таблица, описывающие сегменты памяти. Указатели на сегменты в подобных процессорах хранятся в специализированных сегментных регистрах. Изначально их было 4: CS (code segment), SS (stack segment), DS (data segment) и ES (extra segment); затем добавили ещё два: FS и GS.

### Страничная память
При страничной организации памяти, все адресное пространство делится на фрагменты фиксированного размера, называемые страницами. Их размер кратен степени 2, и обычно равен 4096, но возможно использование одновременно нескольких размеров страниц (4 кб, 2-4МБ в x86, от 4 до 256 кб в IA64). При помощи механизма виртуальной памяти, каждая страница виртуальной памяти может быть поставлена в соответствие любой странице физической памяти, либо помечена как защищённая. При помощи виртуальной памяти возможно использование линейного адресного пространства виртуальной памяти, которое на самом деле образовано фрагментированными участками адресного пространства физической памяти.
Многие архитектуры, использующие страничную организацию памяти, в том числе и наиболее популярная x86, реализуют защиту памяти на уровне страниц.
Таблица страниц используется для установления соответствия адресов в виртуальной памяти физическим адресам. Обычно эта таблица невидима для программы. Возможность установки в таблицах произвольных отображений позволяет легко выделить новую память, так как дополнительная страница, расположенная в нужном месте виртуального адресного пространства, может быть отображена на любую свободную страницу в оперативной памяти.
При таком отображении, приложение не имеет возможности обратиться к странице, отсутствующей в её таблице страниц. Если при обращении по произвольному адресу не было найдено подходящее отображение, происходит исключительная ситуация page fault (PF).
Следует заметить, что page fault — это не фатальное событие. Эти прерывания могут использоваться не только для защиты памяти, но и другими способами. Так, ОС, перехватив PF, может загрузить страницу в память, например, если она была ранее выгружена на жёсткий диск в процессе подкачки страниц, после чего приложение может продолжать работу. Такая схема позволяет прозрачным способом увеличить количество доступной приложениям памяти.

### Механизм ключей защиты
Применялся в System/360, Itanium и PA-RISC.

### Адресация основанная на Capability
Capability-based addressing редко применяется в коммерческих компьютерах. В системах с такой защитой памяти вместо указателей используются защищённые объекты (называемые capabilities), которые могут быть созданы лишь привилегированными инструкциями, исполняемыми либо ядром ОС либо специальными процессами. Использование такой защиты позволяет ограничивать доступ процессов к чужой памяти без использования раздельных адресных пространств и переключений контекста (сброса TLB, изменения глобальных дескрипторов). Использовались в исследовательских проектах KeyKOS, EROS; виртуальных машинах Smalltalk и Java.

## Защита памяти в различных ОС
Среди ОС, реализующих защиту памяти
- Microsoft Windows начиная с Windows NT 3.1 и Windows 95.
- Большая часть Unix-like систем, включая
  - Solaris
  - Linux
  - BSD
  - Mac OS X
  - GNU Hurd

Некоторые старые ОС жёсткого реального времени не используют защиту памяти, даже на процессорах, где это возможно. Примером такой ОС является VxWorks версий до 5 включительно.